# Stein, Fürstenfeld
Stein là một đô thị thuộc huyện Fürstenfeld bang Steiermark, nước Áo. Đô thị Stein, Fürstenfeld có diện tích 7,33 km², dân số thời điểm cuối năm 2005 là 493 người.
Bản mẫu:Đô thị của Fürstenfeld